# Dorymyrmex
Dorymyrmex es un género de hormigas perteneciente a la subfamilia Dolichoderinae, conocida popularmente como la "hormiga olorosa" a causa de un olor distintivo que tienen muchas de ellas, que se asemeja al olor del queso azul. Se distribuyen por América.

## Especies
- Dorymyrmex agallardoi Snelling, 1975
- Dorymyrmex alboniger Forel, 1914
- Dorymyrmex amazonicus Cuezzo & Guerrero, 2011
- Dorymyrmex antarcticus Forel, 1904
- Dorymyrmex antillana Snelling, 2005
- Dorymyrmex baeri André, 1903
- Dorymyrmex bicolor Wheeler, 1906
- Dorymyrmex biconis Forel, 1912
- Dorymyrmex bituber Santschi, 1916
- Dorymyrmex bossutus (Trager, 1988)
- Dorymyrmex breviscapis Forel, 1912
- Dorymyrmex bruchi Forel, 1912
- Dorymyrmex brunneus Forel, 1908
- Dorymyrmex bureni (Trager, 1988)
- Dorymyrmex carettei Forel, 1913
- Dorymyrmex caretteoides Forel, 1914
- Dorymyrmex chilensis Forel, 1911
- Dorymyrmex confusus (Kusnezov, 1952)
- Dorymyrmex coniculus Santschi, 1922
- Dorymyrmex ebeninus Forel, 1914
- Dorymyrmex elegans (Trager, 1988)
- Dorymyrmex emmaericaellus Kusnezov, 1951
- Dorymyrmex ensifer Forel, 1912
- Dorymyrmex exsanguis Forel, 1912
- Dorymyrmex flavescens Mayr, 1866
- Dorymyrmex flavopectus Smith, 1944
- Dorymyrmex flavus [no authors], 1879
- Dorymyrmex fusculus Santschi, 1922
- Dorymyrmex goeldii Forel, 1904
- Dorymyrmex goetschi Goetsch, 1933
- Dorymyrmex grandulus (Forel, 1922)
- Dorymyrmex hunti (Snelling, 1975)
- Dorymyrmex hypocritus (Snelling, 1975)
- Dorymyrmex incomptus (Snelling, 1975)
- Dorymyrmex insanus (Buckley, 1866)
- Dorymyrmex jheringi Forel, 1912
- Dorymyrmex joergenseni Bruch, 1917
- Dorymyrmex lipan Snelling, 1995
- Dorymyrmex minutus Emery, 1895
- Dorymyrmex morenoi Bruch, 1921
- Dorymyrmex paiute Snelling, 1995
- Dorymyrmex pappodes (Snelling, 1975)
- Dorymyrmex paranensis Santschi, 1922
- Dorymyrmex planidens Mayr, 1868
- Dorymyrmex pogonius (Snelling, 1975)
- Dorymyrmex pulchellus Santschi, 1922
- Dorymyrmex pyramicus (Roger, 1863)
- Dorymyrmex reginicula (Trager, 1988)
- Dorymyrmex richteri Forel, 1911
- Dorymyrmex santschii Gallardo, 1917
- Dorymyrmex silvestrii Gallardo, 1916
- Dorymyrmex smithi Cole, 1936
- Dorymyrmex spurius Santschi, 1929
- Dorymyrmex steigeri Santschi, 1912
- Dorymyrmex tener Mayr, 1868
- Dorymyrmex thoracicus Gallardo, 1916
- Dorymyrmex tuberosus Cuezzo & Guerrero, 2011
- Dorymyrmex wheeleri (Kusnezov, 1952)
- Dorymyrmex wolffhuegeli Forel, 1911
- Dorymyrmex xerophylus Cuezzo & Guerrero, 2011